# H. P. Zinker
H. P. Zinker war eine Rockband, die in der Lower-Eastside-Szene verwurzelt war und  mit Bands wie den Sonic Youth, Ween, Helmet, Lemonheads und der Jon Spencer Blues Explosion spielte.

## Geschichte
Im Sommer 1989 wurde die Band von den beiden Innsbruckern Hans Platzgumer und Andi Pümpel (Künstlername Frank Pümpel – er mochte das amerikanisch ausgesprochene Andy nicht) in New York gegründet. Für ihr erstes Album ...And There Was Light wurde noch ein Drumcomputer verwendet. Es enthält eine Coverversion von Led Zeppelins Dancing Days und erschien als erste Veröffentlichung von Matador Records. Mit dem 1990 erschienenen zweiten Studioalbum Beyond It All wurde aus H.P. Zinker ein Trio: der US-amerikanische Schlagzeuger Dave Wasik stieß zur Band.
Die 1991 erschienene The Sunshine EP enthielt unter anderem ein Remake des auf dem ersten Album enthaltenen Sunshine, eine Version von Dave Brubecks Take Five und Evan Dandos (Lemonheads) Gastauftritt als Sänger von To One in Paradise.
Zur Zeit von Perseverance (1992) verließ Andi Pümpel die Band, da er mit dem Band- und Tourleben nicht mehr zurechtkam. Platzgumer und Wasik holten den Ex-Skunk-Gitarristen Stephan Apicella (aka Stevie Apathetic) als dritten Mann in die Band.
Für das 1995 erschienene Album Mountains of Madness, dem letzten Album vor der Auflösung von H.P. Zinker, trat der Bassist Uvey Batruel (eigentlich Uwe Batruel) der Band bei. Der Text des Titeltracks stammt von H.P. Lovecraft. Das Coverdesign von Stefan Sagmeister gewann mehrere Designpreise und wurde für einen Grammy nominiert.

## Diskografie
- 1989: ...And There Was Light (EP, Matador Records)
- 1989: From Boston to Schwertberg (Album, live aus dem Kulturverein Kanal, Nur Sch. Rec!)
- 1990: Beyond It All (Album, Roughneck Recording)
- 1991: The Sunshine E.P. (Single, Roughneck Recording)
- 1991: Hovering (Album, Roughneck Recording)
- 1992: Mysterious Girl E.P. (EP, Roughneck Recording)
- 1992: Perseverance (Album, Thrill Jockey)
- 1992: Reason EP (Single, Roughneck Recording)
- 1993: Staying Loose – A Compilation (Kompilation)
- 1995: Mountains of Madness (Album, Enemy Records)